# ميدلفيلد (كونيتيكت)
ميدلفيلد (بالإنجليزية: Middlefield, Connecticut)‏ هي معلم جغرافي تقع في الولايات المتحدة في كونيتيكت. يقدر عدد سكانها بـ 4,281 نسمة ومساحتها 34.4 كم2 و وترتفع عن سطح البحر 64 متر.